# Crank: High Voltage
Crank: High Voltage, soms ook Crank 2: High Voltage genoemd, is een Amerikaanse actie/thrillerfilm uit 2009, geregisseerd door Neveldine/Taylor. De film is het vervolg op de film Crank. Jason Statham vertolkt opnieuw de hoofdrol.
De film hanteert dezelfde "real-time"-presentatie als zijn voorganger, maar met meer special effects.

## Verhaal
De film begint direct waar de vorige ophoudt. Chev Chelios wordt door een groep Chinese artsen van de straat waar hij na zijn val uit de helikopter op landde gehaald, en naar een onofficieel ziekenhuis gebracht. Hier vervangen ze zijn hart (dat het elk moment kan begeven door Chelios’ vergiftiging) door een kunsthart. Dit hart moet te allen tijde aangesloten blijven op een externe batterij, die Chelios bij zich moet dragen. Zonder de batterij houdt het hart na 60 minuten op met werken.
Chelios verblijft 3 maanden in het ziekenhuis. Daarna ontsnapt hij en gaat achter een zekere Johnny Vang aan, een Chinese topcrimineel die mogelijk Chelios’ originele hart nu in zijn bezit heeft. Al snel raakt Chelios’ externe batterij beschadigd en moet hij zorgen dat de interne noodbatterij van het hart voldoende stroom blijft krijgen. De rest van de film jaagt Chelios op Vang, terwijl hij op elke mogelijke manier zijn kunsthart aan de praat moet zien te houden. Zo steelt hij onder andere een batterij uit een ambulance en laat zichzelf opladen via startkabels. Op zijn tocht ontmoet hij weer bekende gezichten uit de vorige film, maar maakt ook nieuwe vijanden, waaronder El Huron; de broer van Ricky Verona.
Chelios doodt El Huron en Vang, en vindt zijn hart terug. Tijdens de aftiteling ziet men hoe hij via een operatie zijn hart terugkrijgt.

## Rolverdeling
- Jason Statham - Chev Chelios
- Amy Smart - Eve Lydon
- Dwight Yoakam - Doc Miles
- Efren Ramirez - Venus
- Julanne Chidi Hill - Dark Chocolate
- Jose Pablo Cantillo - Ricky Verona
- Reno Wilson - Orlando
- Keone Young - Don Kim
- Art Hsu - Johnny Vang
- Joseph Julian Soria - Chico
- Bai Ling - Ria
- Clifton Collins, Jr. - El Huron
- David Carradine - Poon Dong
- Corey Haim - Randy
- Geri Halliwell - Karen Chelios
- Billy Unger - Young Chev
- Jamie Harris - Talk Show Host
- John de Lancie - Fish Halman
- Ho-Kwan Tse - Chinese Doctor #1
- Galen Yuen - Chinese Doctor #2
- Lauren Holly - Counsellor
- Najja Meeks - Sierra
- Annie Girard - Nevada
- Yeva Genevieve Lavlinski - Pepper
- Maynard James Keenan - Dog Walker #1
- Danny Lohner - Dog Walker #2
- Chester Bennington - Hollywood Park Guy
- Danna Hansen - Glenda Lansing
- Ted Garcia - Himself
- Keith Jardine - Inglewood Pedestrian
- Cherinda Kincherlow - La Precious
- Samuel Hübinette - Ambulance Driver
- Michael Weston - Paramedic #1
- Dan Callahan - Paramedic #2
- Lloyd Kaufman - Maintenance Guy
- Joe Reitman - Detective
- Lexington Steele - Striking Actor
- Monique Alexander - Female Porn Star #1
- Jennifer Corrales - Female Porn Star #2
- Kate Mulligan - Female Porn Star #3
- Nick Manning - Male Porn Star #1
- Ed Powers - Male Porn Star #2
- Larry David Eudene - Male Porn Star #3
- Ron Jeremy Hyatt - zichzelf
- Jay Xcala - Alex Verona

## Achtergrond
De opnames voor Crank: High Voltage begonnen in april 2008. Het productiebudget bedroeg minder dan 20 miljoen dollar. Om de kosten te drukken werd gebruikgemaakt van goedkope camera’s zoals de Canon XH-A1 en Canon HF10.
Mike Patton, bekend van Faith No More en Mr. Bungle, produceerde de muziek voor Crank: High Voltage. De Noord-Amerikaanse distributie werd verzorgd door Lions Gate Entertainment en de internationale distributie door Lakeshore Entertainment en Sony Pictures.
Crank: High Voltage kreeg van de Motion Picture Association of America een R-rating mee. Dit werd grotendeels bepaald door een interview met Amy Smart, die bekendmaakte een paaldanseres te spelen in de film
Crank: High Voltage werd met gemengde reacties ontvangen door critici. Op Rotten Tomatoes scoort de film 62% aan goede beoordelingen. Op de eerste dag bracht de film $ 2,7 miljoen op. De wereldwijde opbrengst bedroeg $ 34.447.368.

## Prijzen en nominaties
In 2009 werd Crank: High Voltage genomineerd voor twee ALMA Awards, beide in de categorie “acteur in film”. De nominaties waren voor Clifton Collins Jr. en Efren Ramirez.